# Janela de transferência
A janela de transferência é o período do ano em que os clubes de futebol podem transferir jogadores de outros países para a sua equipe. Essa transferência é completada, após registrar o jogador no novo clube através FIFA. "Janela de transferência" é o termo oficial utilizado pela mídia para o conceito de "período de inscrição", conforme descrito no Regulamento da FIFA sobre o Estatuto e Transferência de Jogadores. De acordo com as regras, cada confederação nacional de futebol decide sobre o tempo (bem como as datas) da "janela", mas não pode ser superior a 12 semanas. O segundo período de inscrição ocorre durante a temporada e não pode exceder quatro semanas.
A janela de transferência de uma determinada confederação de futebol regula apenas as transferências internacionais. A janela da confederação que o jogador está deixando, não precisa estar aberta para que ocorra esta transferência.
A janela foi introduzida em resposta às negociações com a Comissão Europeia. O sistema tem sido usado em muitos campeonatos europeus antes de ser trazido para efeito obrigatório pela FIFA, durante a temporada 2002-03. O futebol inglês foi o primeiro a planejar isso no início dos anos 90, na esperança de que iria melhorar estabilidade das equipes e evitar os empresários na busca de ofertas durante todo o ano, mas no momento em que foi finalmente introduzido, eles foram convencidos de que iria dar trabalho. No entanto, as regras exatas e possíveis exceções são estabelecidas pelo órgão regulador de cada competição e não pela confederação nacional de futebol.

## Agendas atuais e exceções
A FIFA regula em geral que haverá duas janelas, uma no intervalo entre as duas temporadas (máximo de 12 semanas) e uma mais curta (máximo um mês) no meio de uma temporada. Os períodos específicos dependem do ciclo da temporada da liga e são determinados pelas autoridades nacionais de futebol.
A maioria das grandes ligas europeias começam no segundo semestre do ano (por exemplo, agosto ou setembro) e se estende até o primeiro semestre do próximo ano (por exemplo, maio), resultando em uma janela de pré-temporada no verão que termina em agosto, e uma janela no meio da temporada, em janeiro.
Os períodos são diferentes quando a liga é executado ao longo de um único ano-calendário, como na maioria dos países nórdicos, devido a limitações meteorológicas, ou como a tradicional temporada no hemisfério sul. A primeira janela em geral abre a partir de 1 de março até a meia-noite de 30 de abril, seguido pela janela na temporada de 1 a 31 de agosto.
| Janela de pré-temporada       | Janela no meio da temporada     | Confederações                                        |
| ----------------------------- | ------------------------------- | ---------------------------------------------------- |
| 1 de janeiro – 31 de março    | 15 de julho – 15 de agosto      | Noruega                                              |
| 1 de janeiro – 16 de Abril    | 22 de junho - 21 de julho       | Brasil                                               |
| 8 de janeiro – 2 de abril     | 16 de julho – 13 de agosto      | Japão                                                |
| 10 de janeiro – 2 de abril    | 15 de julho – 11 de agosto      | Suécia                                               |
| 12 de fevereiro – 6 de maio   | 9 de julho – 8 de agosto        | Estados Unidos/ Canadá                               |
| 1 de março – 30 de abril      | 1 – 31 de agosto                | Finlândia                                            |
| 9 de junho – 31 de agosto     | 1 de janeiro – 1 de fevereiro   | Escócia                                              |
| 1 de julho – 31 de agosto     | 1 de janeiro – 2 de fevereiro   | França, Alemanha, Itália,[carece de fontes?] Espanha |
| 11 de junho – 1 de setembro   | 5 – 31 de janeiro               | Turquia, Dinamarca                                   |
| 1 de julho – 31 de agosto     | 1 – 31 de janeiro               | Inglaterra                                           |
| 1 de junho – 31 de julho      | 14 de janeiro – 14 de fevereiro | Austrália                                            |
| 1 de dezembro – 31 de janeiro | 1 – 30 de junho                 | Quênia                                               |
| 1 de dezembro – 31 de janeiro | 1 – 30 de junho                 | Etiópia                                              |
| 11 de junho – 2 de setembro   | 3 – 31 de janeiro               | Países Baixos                                        |

Embora, na Inglaterra a janela de transferência abra oficialmente em 1 de julho, as transferências entre clubes da mesma confederação podem ocorrer assim que os últimos jogos oficiais para a temporada sejam jogados. No entanto, muitas transferências não são concluídas até 1 de julho, porque muitos contratos dos jogadores expiram em 30 de junho. Fora da janela de transferência, um clube ainda pode contratar jogadores em caráter de urgência, normalmente quando eles não têm goleiro disponível. A restrição de janela de transferência não se aplica aos clubes abaixo do nível da .
Se o último dia da janela de transferência é em um fim de semana, o prazo pode ser estendido para a próxima segunda-feira, a pedido dos envolvidos, por razões de negócios.